# Typha tichomirovii
Typha tichomirovii là một loài thực vật có hoa trong họ Typhaceae. Loài này được Mavrodiev mô tả khoa học đầu tiên năm 2002.